# Hundsvedtjärnarna
Hundsvedtjärnarna är ett par småsjöar i Hudiksvalls kommun i Hälsingland och ingår i Hamrångeån-Delångersåns kustområde:
- Hundsvedtjärnarna (västra), sjö i Hudiksvalls kommun, 61°48′13″N 17°17′55″Ö / 61.8035°N 17.2985°Ö (4,12 ha)
- Hundsvedtjärnarna (östra), sjö i Hudiksvalls kommun, 61°48′23″N 17°18′21″Ö / 61.8064°N 17.3058°Ö